# Elektrische stoel

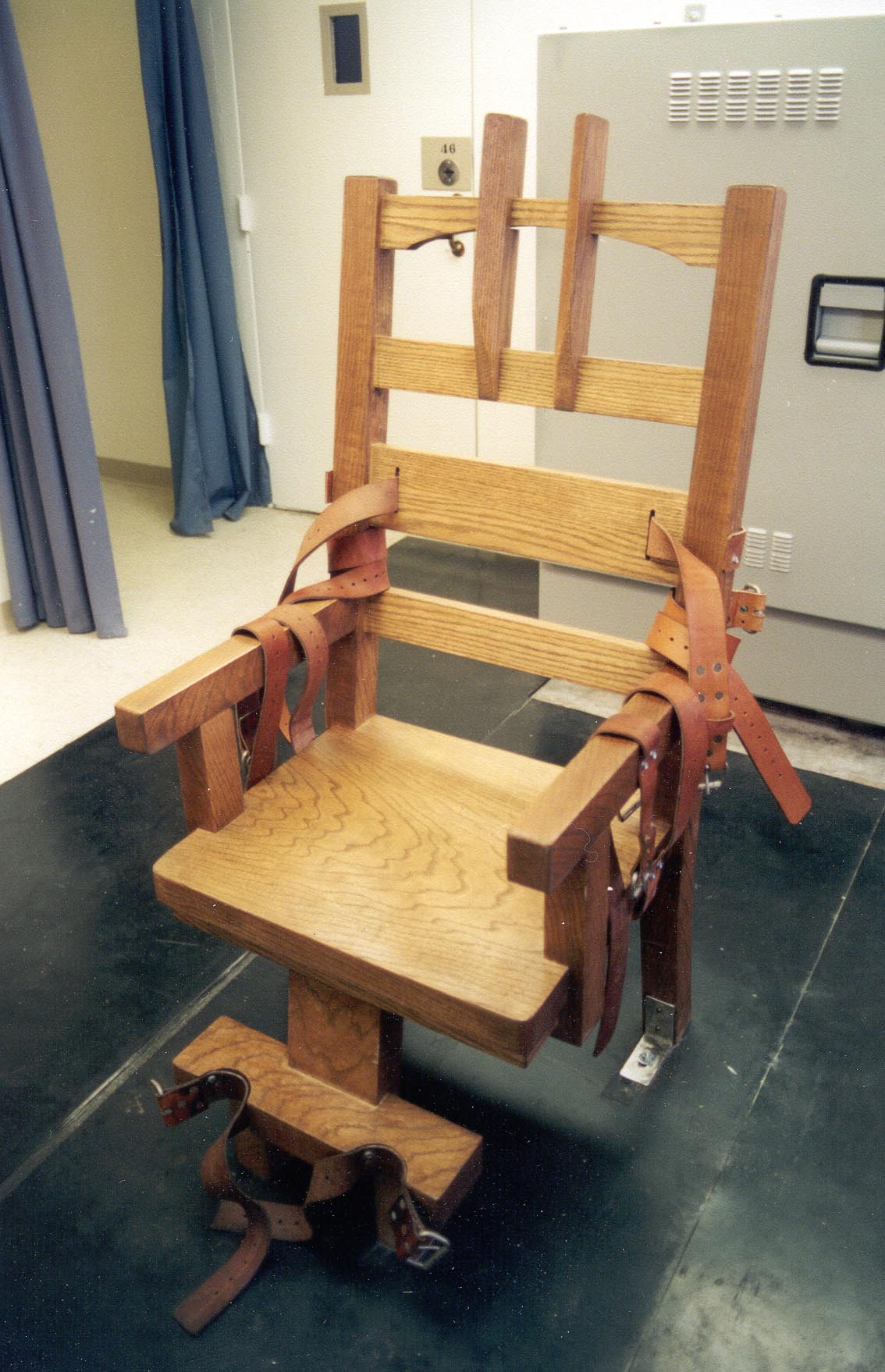
Elektrische stoel

De elektrische stoel is een apparaat waarmee de doodstraf ten uitvoer kan worden gebracht. De veroordeelde wordt gedood door elektrocutie. De elektrische stoel is vooral in de Verenigde Staten gebruikt.
De ter dood veroordeelde wordt met elektroden op hoofd en ledematen in de stoel gebonden. Vervolgens wordt een elektrische stroom van circa 20 ampère bij een aanvankelijke spanning van 2450 volt door het lichaam gestuurd. De hersenen worden hierbij zodanig verhit dat de veroordeelde overlijdt.
De stoel werd uitgevonden in de VS door Harold P. Brown. Hij werd voor gebruik goedgekeurd door de staat New York op 4 juni 1888 en voor het eerst gebruikt in Auburn Prison op 6 augustus 1890 op William Kemmler, een moordenaar die een vrouw in stukjes had gehakt met een bijl. Deze eerste executie verliep zeer slecht. In 1946 was er een ernstig incident toen de executie van de 16-jarige Willie Francis mislukte.
De meeste executies met de elektrische stoel (614) vonden plaats in de staat New York in de Sing Sing-gevangenis in Ossining, New York.
Er bestond een levendige controverse tussen Thomas Edison, die gelijkstroomgenerators maakte, en George Westinghouse, die wisselstroomgenerators maakte. Wisselstroom was makkelijker en met minder verliezen te transporteren. Edison verloor commercieel terrein en probeerde daarom de wisselstroom een slechte naam te geven door erop te wijzen dat de elektrische stoel op de gevaarlijkere wisselstroom werkte. Westinghouse probeerde op zijn beurt te voorkomen dat een van zijn generators voor de stoel zou worden gebruikt. Uiteindelijk zonder succes: na de elektrische executie van Kemmler schreef minstens één krant dat Kemmler gewestinghouset was - wellicht was de journalist door Edison omgekocht.

## Old Sparky
In Florida verliepen de executies van Jesse Tafero (4 mei 1990), Pedro Medina (25 maart 1997) en Allen Lee Davis (8 juli 1999) niet als bedoeld. De vlammen sloegen bij de veroordeelden uit de hoofden, wat de stoel de bijnaam 'Old Sparky' ('Ouwe Vonker') bezorgde. Na de executie van Medina verklaarde officier van justitie Bob Butterworth: 'Wie een moord wil plegen kan dat maar beter niet in Florida doen, want we hebben een probleem met de elektrische stoel'. Uiteindelijk bleek dat de in zoutoplossing gedrenkte sponzen die bij de veroordeelden voor een optimaal contact tussen de huid en de elektrodes van de stoel moesten zorgen, niet nat genoeg waren dan wel te makkelijk in brand vlogen. In het boek en de verfilming van The Green Mile van Stephen King komt dit eveneens voor, maar in dit boek en de film maakt de bewaker de spons opzettelijk niet goed nat.
In 2000 heeft Florida de dodelijke injectie als standaardmethode voor uitvoering van de doodstraf ingevoerd. Veroordeelden kunnen echter nog steeds kiezen voor executie op de elektrische stoel.

## Toepassing

Staten die de elektrische stoel gebruiken
stoel wordt niet toegepast
stoel alleen in het verleden toegepast
kan tegenwoordig nog worden toegepast

De elektrische stoel wordt tegenwoordig in een beperkt aantal Amerikaanse staten gebruikt:
- In Alabama, South Carolina en Virginia kan de veroordeelde kiezen tussen de stoel en een dodelijke injectie.
- Ook in Florida kan de veroordeelde kiezen tussen stoel en injectie. De injectie wordt toegepast tenzij de veroordeelde nadrukkelijk aangeeft op de stoel te willen.
- In Kentucky en Tennessee wordt de stoel alleen nog gebruikt als het gaat om misdrijven begaan vóór 31 maart resp. 31 december 1998, data waarop de stoel werd afgeschaft. Hetzelfde geldt voor Arkansas (4 juli 1983).
- In Illinois en Oklahoma kan de stoel worden toegepast als andere methoden op het moment van tenuitvoerlegging van de straf in strijd met de grondwet worden geacht.

In het verleden werd de elektrische stoel ook toegepast in de staten New Mexico, Texas, Louisiana, Mississippi, Georgia, North Carolina, South Dakota, Indiana, Ohio, West Virginia, Pennsylvania, New York, Vermont, Massachusetts, Connecticut en New Jersey.
Buiten de VS is de stoel zelden gebruikt. De Filipijnen gebruikten het middel tussen 1924 en 1976.
In 1903 werd de olifant Topsy via elektrocutie omgebracht, nadat ze drie mensen om het leven had gebracht.